# Хултерстад
Хултерстад (на шведски: Hulterstad) е село, разположено в югоизточната част на шведския остров Йоланд, в рамките на община Мьорбюлонга, лен Калмар. Селото е в областта известна като „Стура Алварет“, а около него има важни археологически паметници известни като каменни кораби. Друга важна забележителност е църквата на селото (на шведски: Hulterstads kyrka).